# Elecciones federales de Australia de 1928
Las elecciones federales de Australia de 1928 se celebraron el 17 de noviembre de 1928. Se renovaron los 75 escaños de la Cámara de Representantes de Australia y 19 de los 36 asientos del Senado. En estas elecciones, la coalición gobernante entre el Partido Liberal de Australia y el Partido del Campo mantuvo su mayoría en ambas cámaras legislativas y el primer ministro Stanley Bruce consiguió un entonces inédito quinto mandato consecutivo para la Coalición de centroderecha.
Durante la jornada electoral, también se celebró un referéndum para enmendar la parte de la  Constitución de Australia referente a las relaciones financieras entre el gobierno federal y los estados. El referéndum fue aprobado por el 74,30% de los electores. Mediante este referéndum, el gobierno federal pudo poner en marcha una nueva propuesta de financiación de los estados y de relación entre las instituciones federales y la de los estados.